# Port morski Gdynia
Port morski Gdynia – handlowy port morski nad Zatoką Gdańską, w woj. pomorskim w Gdyni, położony na Pobrzeżu Kaszubskim. Jest trzecim co do wielkości portem morskim w Polsce (po Gdańsku i Szczecinie). W 2024 roku przeładunek kontenerów obejmował 974 586 TEU, przez co port zajmował 3. miejsce pod tym względem na Morzu Bałtyckim. W 2008 roku obroty ładunkowe portu wynosiły 15,467 mln ton towarów. W 2006 roku wynosiły 14,182 mln, co lokowało port na 2. miejscu pod względem przeładunku w Polsce. Należy do Europejskiej Organizacji Portów Morskich.

## Położenie
Port Gdynia znajduje się w północnej części woj. pomorskiego, we wschodniej części Gdyni, w dzielnicy Śródmieście. Port usytuowany jest nad Zatoką Gdańską.
Położony na Pobrzeżu Gdańskim, a dokładnie we wschodniej części Pobrzeża Kaszubskiego.
Całkowita powierzchnia portu wynosi 972,9508 ha, w tym 621,0680 ha powierzchni lądowej.
Obecne granice portu zostały określone w 2020 roku.

## Działalność

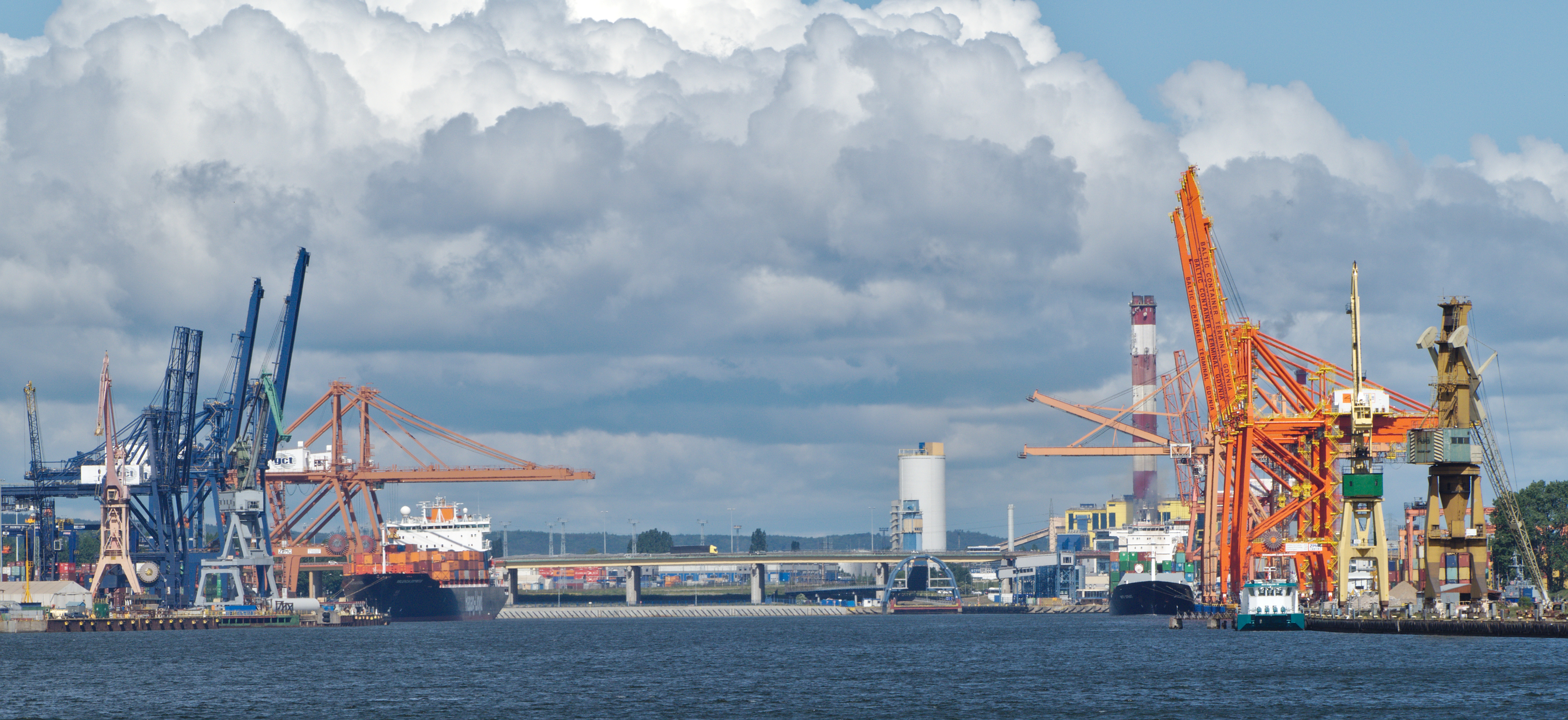
Gdynia Container Terminal wraz z Bałtyckim Terminalem Kontenerowym

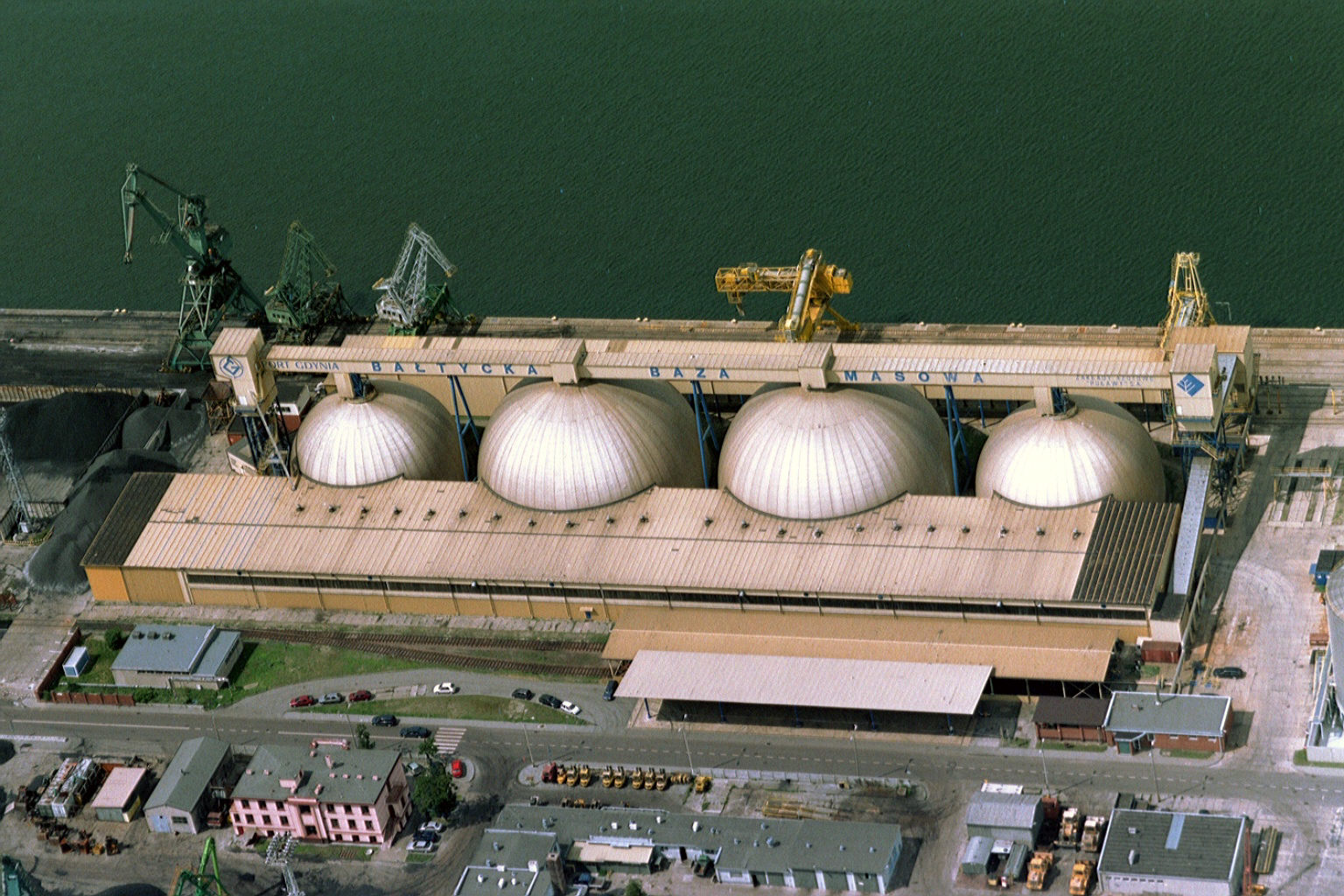
Bałtycka Baza Masowa w Porcie Gdynia

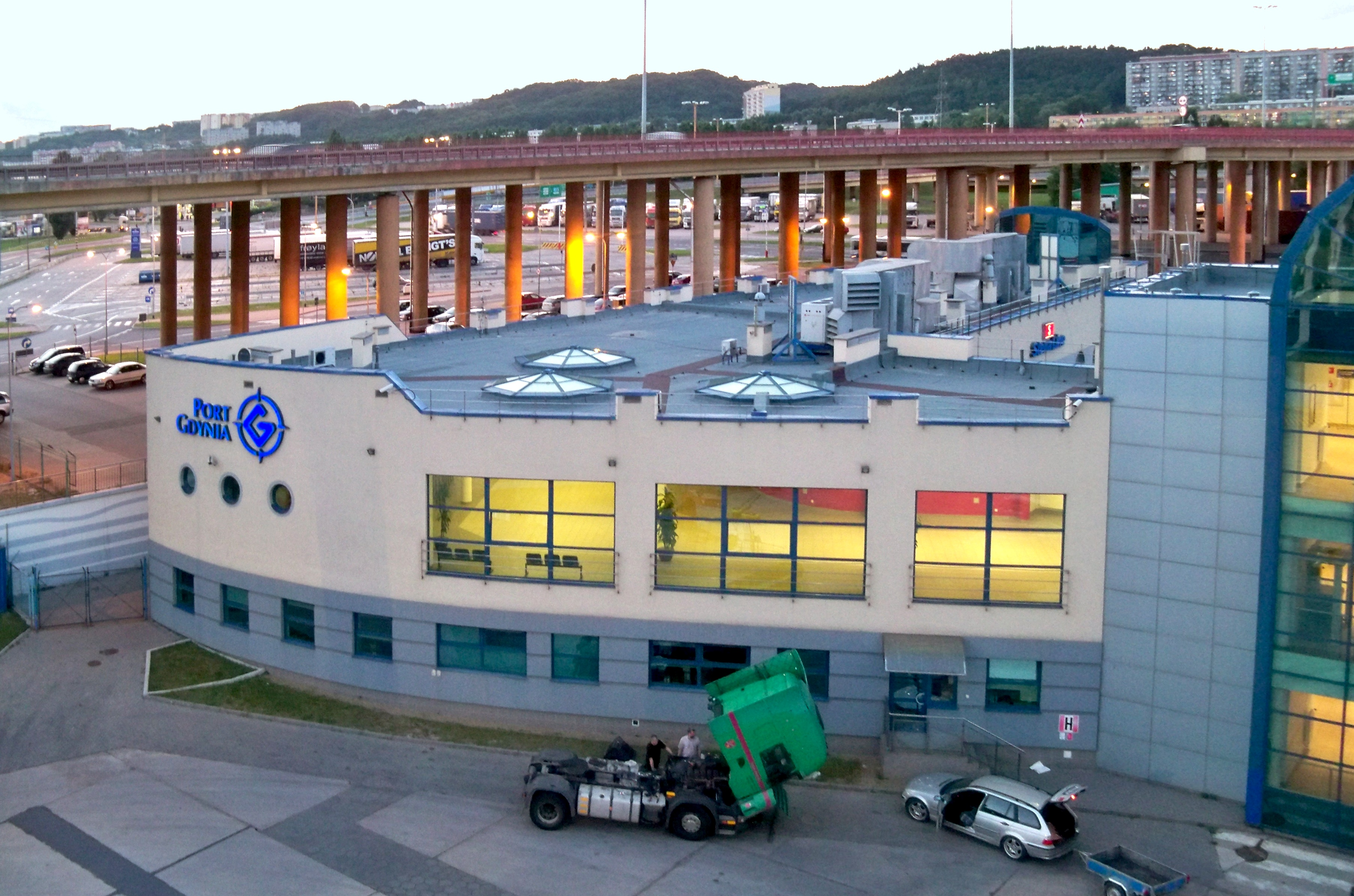
Budynek Stena Line Terminal Gdynia, (2012)

Według ustawy o obszarach morskich RP i administracji morskiej, port Gdynia należy do portów o podstawowym znaczeniu dla gospodarki narodowej. Całkowite obroty ładunkowe portu w 2006 roku wynosiły 14182,7 tys. ton, co stanowiło 23,5% udziału w przeładunkach Polski.
W 2008 roku przeładunek kontenerów obejmował 610 767 TEU, co lokowało port na pierwszym miejscu w Polsce.
W 2015 w porcie przeładowano 3,7 mln ton zbóż i pasz (wzrost o 812 tys. ton w stosunku do 2014, czyli 28%). Przeładunki kontenerów spadły o 19,4%, węgla i koksu o 33%, innych towarów masowych o 8%, a drobnicy o 11%. W tym samym roku zagospodarowano rejon Nabrzeża Bułgarskiego, przebudowano Nabrzeże Szwedzkie oraz intermodalny terminal kolejowy, a na Nabrzeżu Śląskim wybudowano nowy magazyn. W l. 2016–2018 planowane są przebudowa nabrzeży Indyjskiego i Helskiego oraz pogłębienie toru podejściowego do 17 m i akwenów wewnętrznych do 16 m, co ułatwi warunki nawigacyjne w porcie. Rozważana jest też budowa publicznego terminalu promowego dla promów o długości 240 m na ok. 1000 pasażerów. Według wstępnych danych zysk netto portu wyniósł 47 mln zł, a rentowność netto ok. 26%.
W 2017 przeładunki w porcie były o 9% wyższe niż rok wcześniej i wyniosły 21,2 mln t, co zapewniło Gdyni 11. miejsce spośród portów na Bałtyku. Stało się to m.in. dzięki znacznemu wzrostowi przeładunków węgla i koksu oraz paliw płynnych i w mniejszym stopniu kontenerów, rudy oraz drewna i drobnicy.
W 2018 wynik roku poprzedniego osiągnięto już 27 listopada.
W II kwartale 2018 planowane jest oddanie w porcie do użytku obrotnicy dla statków kontenerowych o długości 400 m, powstałej kosztem 100 mln zł. Pod koniec 2018 Port Gdynia zawarł umowę z firmą Strabag na modernizację Nabrzeża Słowackiego (koszt 16,5 mln zł). Modernizacja nabrzeży poprzedziła planowane na lata 2022-2023 pogłębienie kanału portowego z 13 do 16 metrów, poszerzenie szerokości wejścia do portu ze 102 do 130 m i przebudowę północnej Ostrogi Pilotowej. Inwestycja umożliwi ruch statków o długości 400 m, szerokości 58 m i zanurzeniu do 14,5 m. Jednocześnie nastąpią rozbudowa portowej obrotnicy nr 2 z przebudową Nabrzeża Gościnnego oraz pogłębienie akwenów wewnętrznych w portach.
W 2019 Korporacja Budowlana Doraco rozpoczęła budowę nowego terminalu promowego. Koszt inwestycji, mający wynieść pierwotnie 235 milionów zł, wzrósł ostatecznie do blisko 300 mln zł. Nowy terminal umożliwia przyjmowanie jednostek o maksymalnej długości 240 m; dotychczasowy terminal przy Nabrzeżu Helskim z lat 90. XX w. pozwalał na zawijanie statków do 175 m długości. Nowy obiekt powstał przy wejściu do portu na terenie Nabrzeża Polskiego u jego styku z Nabrzeżem Fińskim, w basenie im. Marszałka Piłsudskiego, w sąsiedztwie kapitanatu portu i Dworca Morskiego (Muzeum Emigracji), i zajmuje obszar 7 ha. W ramach prac przebudowano 600-metrowy odcinek nabrzeża, powstały galeria pasażerska o długości 166 m, umożliwiająca przejście pasażerów z terminalu na statek; oraz estakada o długości całkowitej 270 m, po której pojazdy będą wjeżdżać na górne pokłady promów. Czas pobytu w terminalu – od rozpoczęcia cumowania do odejścia od nabrzeża – ma ulec skróceniu do 120 minut. Kamień węgielny wraz z aktem erekcyjnym wmurowano uroczyście 9 października 2019, a jego otwarcie, planowane pierwotnie na czerwiec 2021, nastąpiło 23 września 2021, jednak pomimo tego, aż do 17 czerwca 2022 pozostawał on nieużywany. Z terminalu, który umożliwia przyjmowanie 4 promów dziennie korzysta Stena Line; przewidywana jest także obsługa Polferries PŻB.
Na przedłużeniu mola Węglowego w ramach partnerstwa publiczno-prywatnego do 2028 kosztem 4 mld zł przewidywana jest budowa nowego pirsu o powierzchni blisko 150 hektarów, przeznaczonego na głębokowodny terminal kontenerowy o rocznej zdolności przeładunkowej 2,5 mln ton (Port Zewnętrzny). Nowe portowe akweny mają mieć głębokość 17 m wobec obecnie maksymalnej głębokości akwenów portu wynoszącej 13,5 m. Budowa ma być realizowana na podstawie ustawy o inwestycjach w zakresie budowy portów zewnętrznych przyjętej przez Sejm jesienią 2019. Na jej podstawie wyemitowano obligacje o wartości 670 mln zł, które pozwolą na sfinansowanie budowy m.in. falochronu portu zewnętrznego. Projektowaniem, budową i eksploatacją terminalu ma zająć się wyłoniony na 30 lat podmiot zewnętrzny. Na terenie wysuniętego w morze pirsu poza infrastrukturą portową planowane są ścieżka rowerowa i wieża widokowa.
W 2021 ogłoszono przetarg na dzierżawę terenu pod terminal kontenerowy i terminal instalacyjny do budowy farm wiatrowych na Bałtyku; szacowany koszt ich powstania to prawie 2 miliardy złotych.
W 2020 w porcie ustanowiono rekord przeładunków (ponad 24,6 mln ton), które w skali roku wzrosły o 2,9%. Przeładunki zboża wzrosły o 68,6%, a kontenerów o 0,9% w skali roku.
Ruch graniczny w porcie odbywa się poprzez morskie przejście graniczne Gdynia.

## Infrastruktura portowa

Baseny portowe

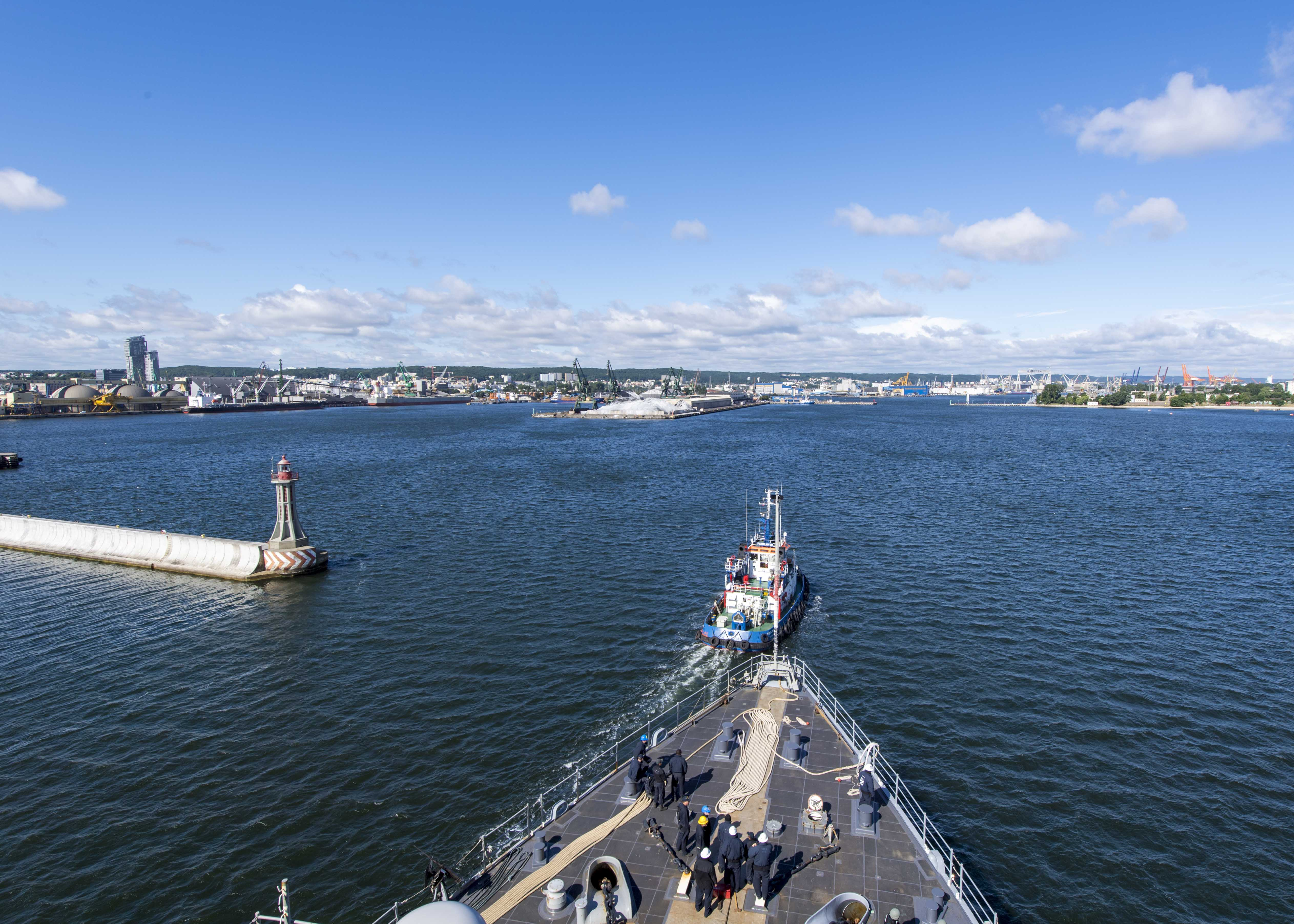
Wejście główne do portu

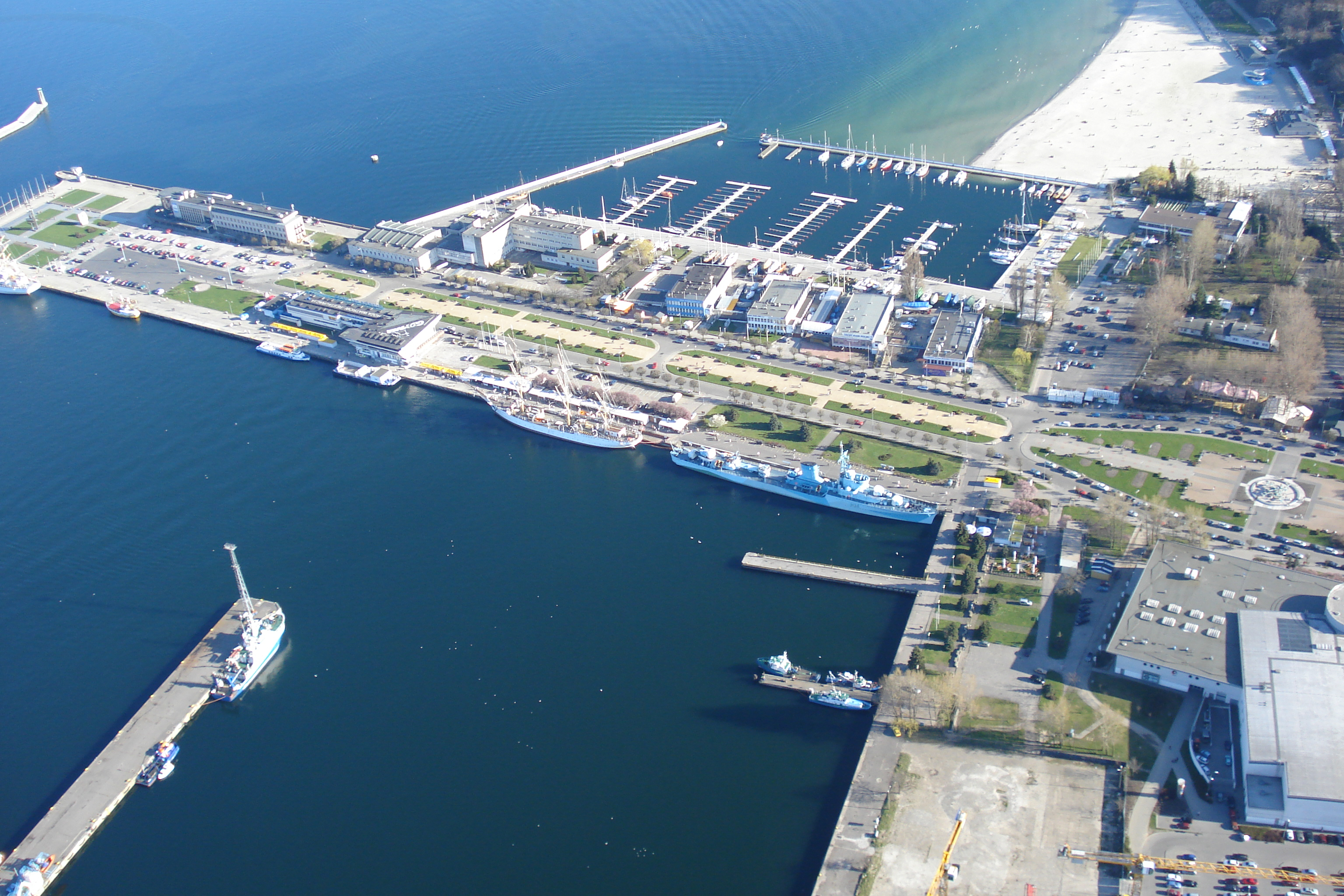
Molo Południowe wraz z wejściem południowym do portu

W 2006 roku całkowita długość nabrzeży w porcie Gdynia wynosiła 13 071 m, z czego 12 964 m nadawało się do eksploatacji. Łączna długość nabrzeży o głębokości powyżej 10,9 m nadających się do eksploatacji wynosiła 3421 m. Całkowita długość nabrzeży przeładunkowych wynosiła 9544 m.
| Grupy ładunków | 2015  | 2016  | 2017  | 2018  | 2019  |
| -------------- | ----- | ----- | ----- | ----- | ----- |
| Węgiel i koks  | 1386  | 1485  | 2134  | 2629  | 2876  |
| Ruda           | 0     | 6     | 15    | 0     | 0     |
| Inne masowe    | 1356  | 1100  | 1079  | 1311  | 1492  |
| Zboże          | 3711  | 4090  | 3482  | 2995  | 3220  |
| Drewno         | 63    | 63    | 234   | 979   | 14148 |
| Drobnica       | 11279 | 11465 | 12460 | 13817 | 14148 |
| Paliwa         | 402   | 1324  | 1819  | 1759  | 1862  |

### Baseny portowe (kolejno od południa)
- Basen Jachtowy im. Zaruskiego
- Basen I (Basen Prezydenta Ignacego Mościckiego)
- Basen II (Basen inż. Wendy)
- Basen III (Basen Węglowy)
- Port wewnętrzny:
  - Basen IV (Basen marsz. Piłsudskiego)
  - Basen V (Basen min. Kwiatkowskiego)
  - Baseny VI i VII (w przeszłości będące w gestii Stoczni Gdynia)
  - Basen VIII
  - Basen IX  (PGZ Stocznia Wojenna)
- Awanport:
  - Basen X (port wojenny)
  - Basen XI (port wojenny)
- Basen XII (przy nasadzie mola – obecnie nieistniejący)

## Historia

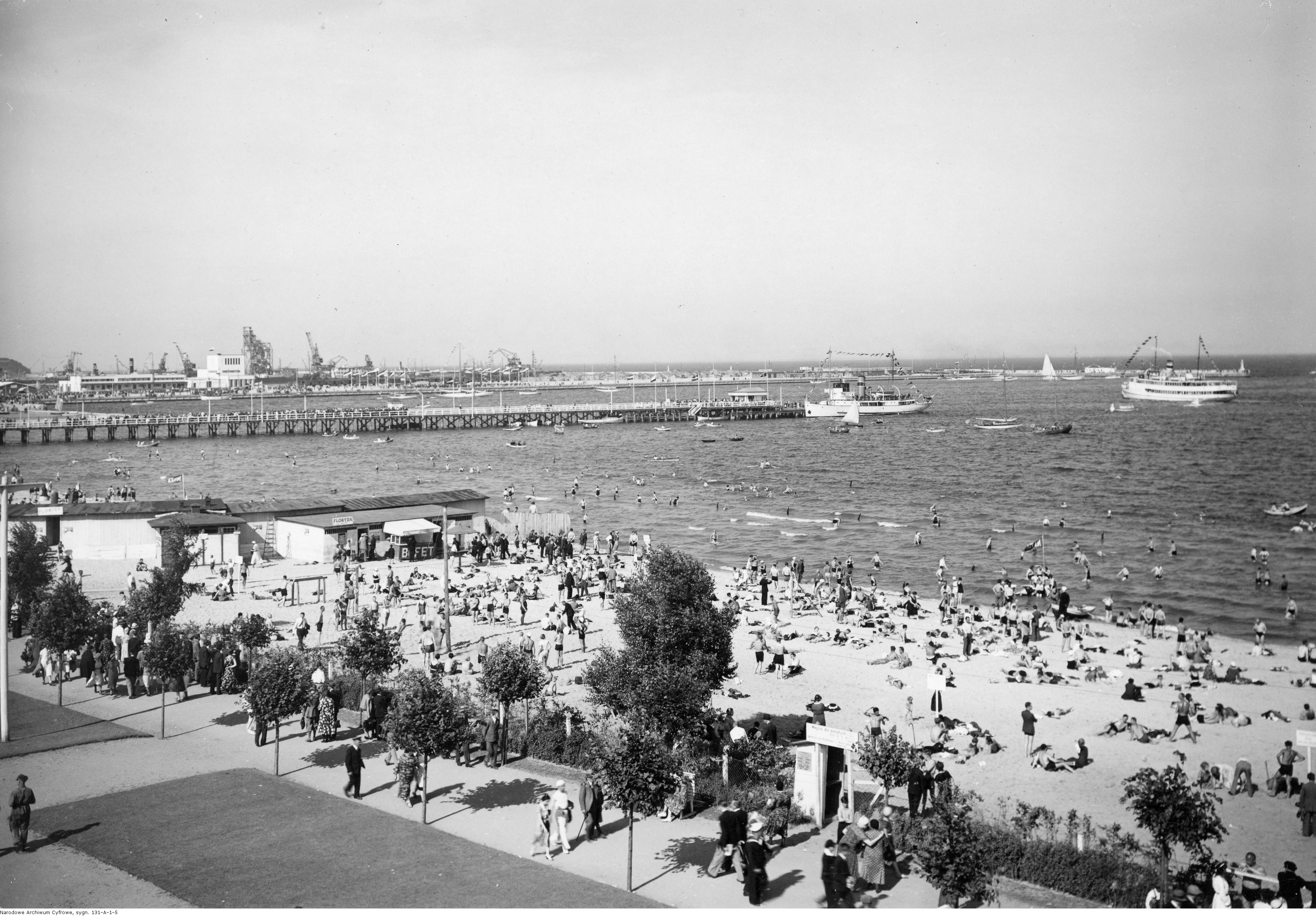
Plaża i port w okresie międzywojennym

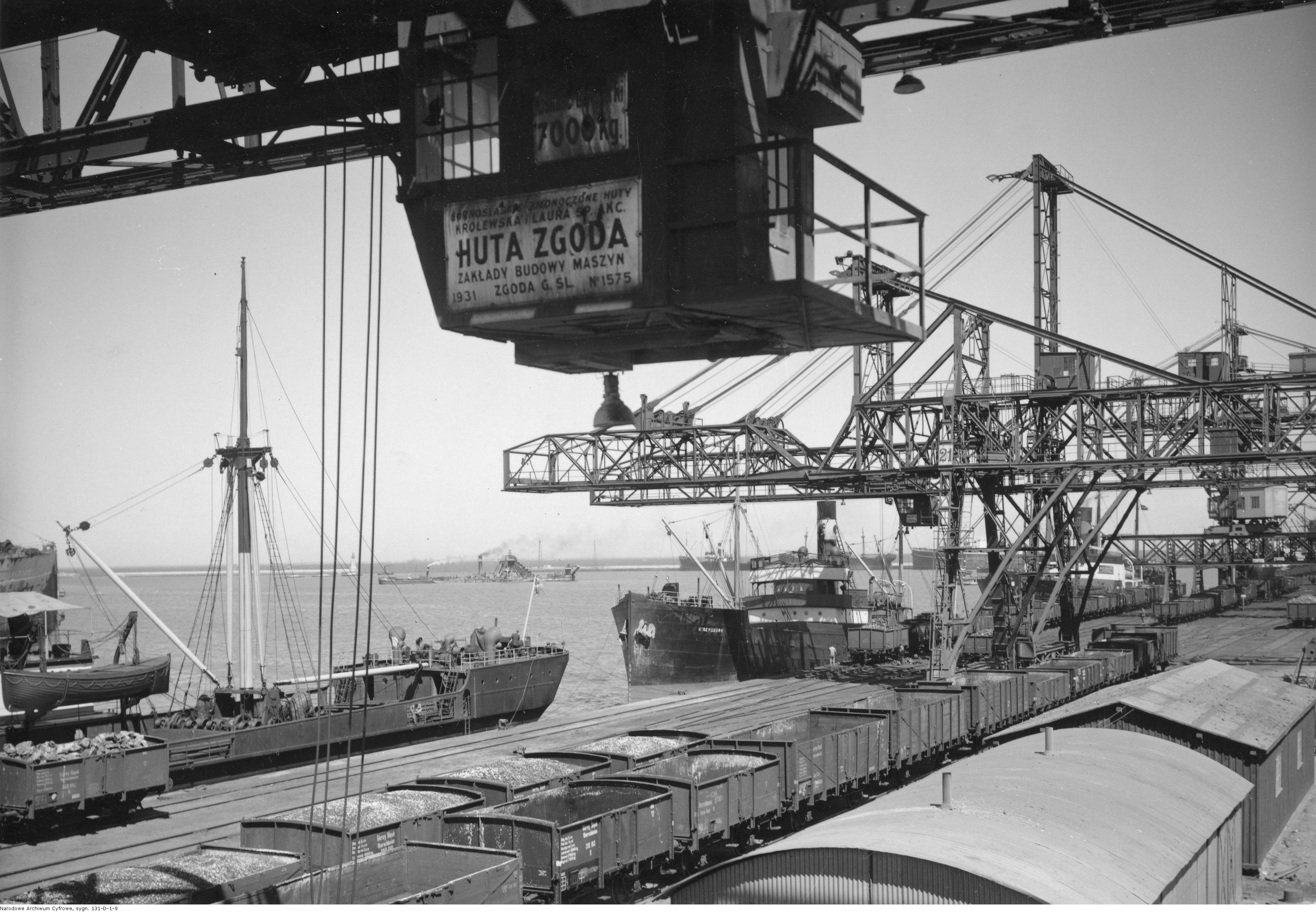
Molo węglowe w okresie międzywojennym

Mapa portu Gdynia z 1931 roku

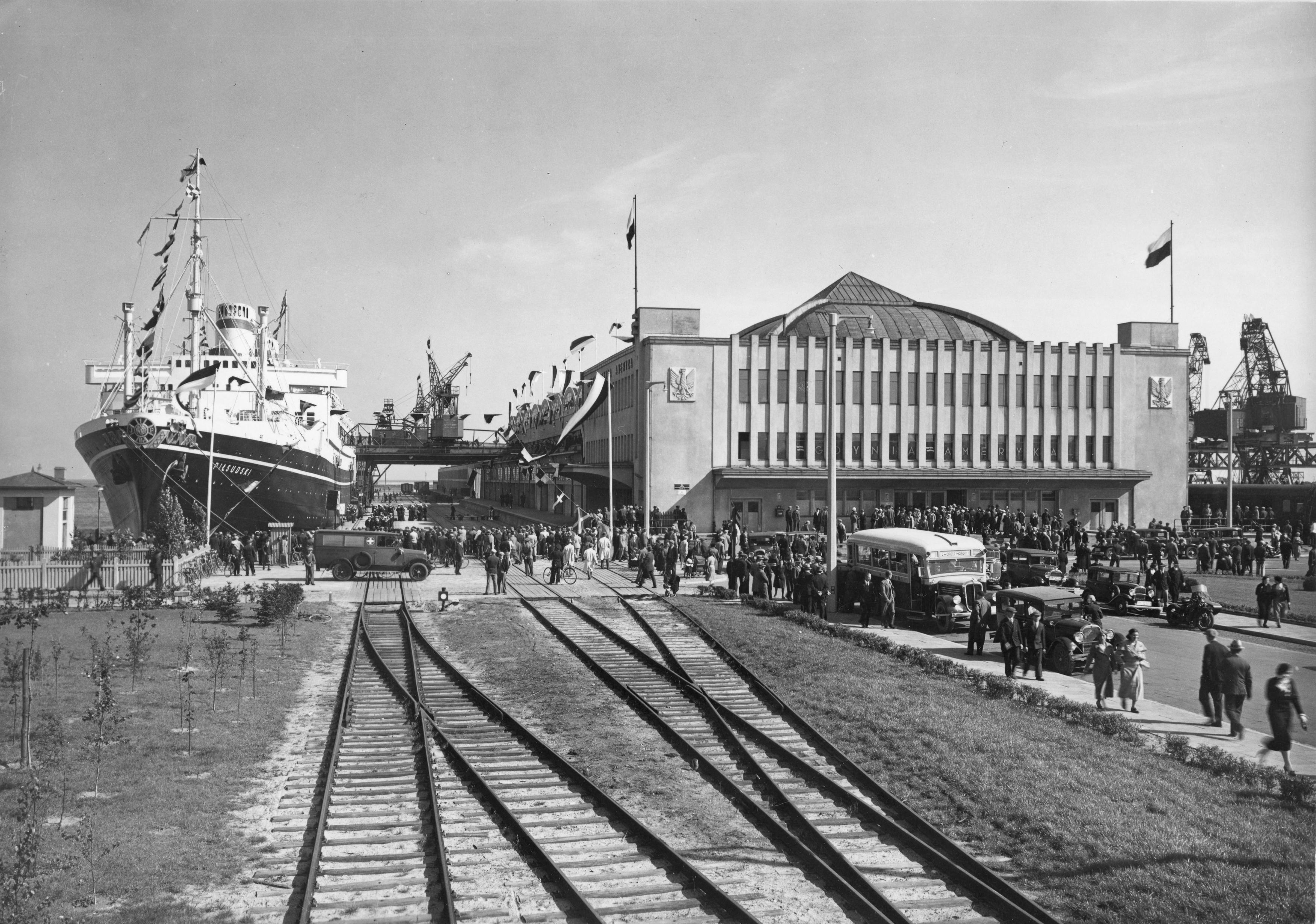
MS Piłsudski przy Dworcu Morskim (1938)

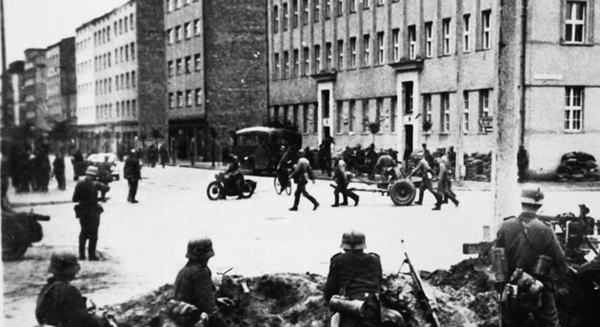
Niemcy w Gdyni (14.09.1939)

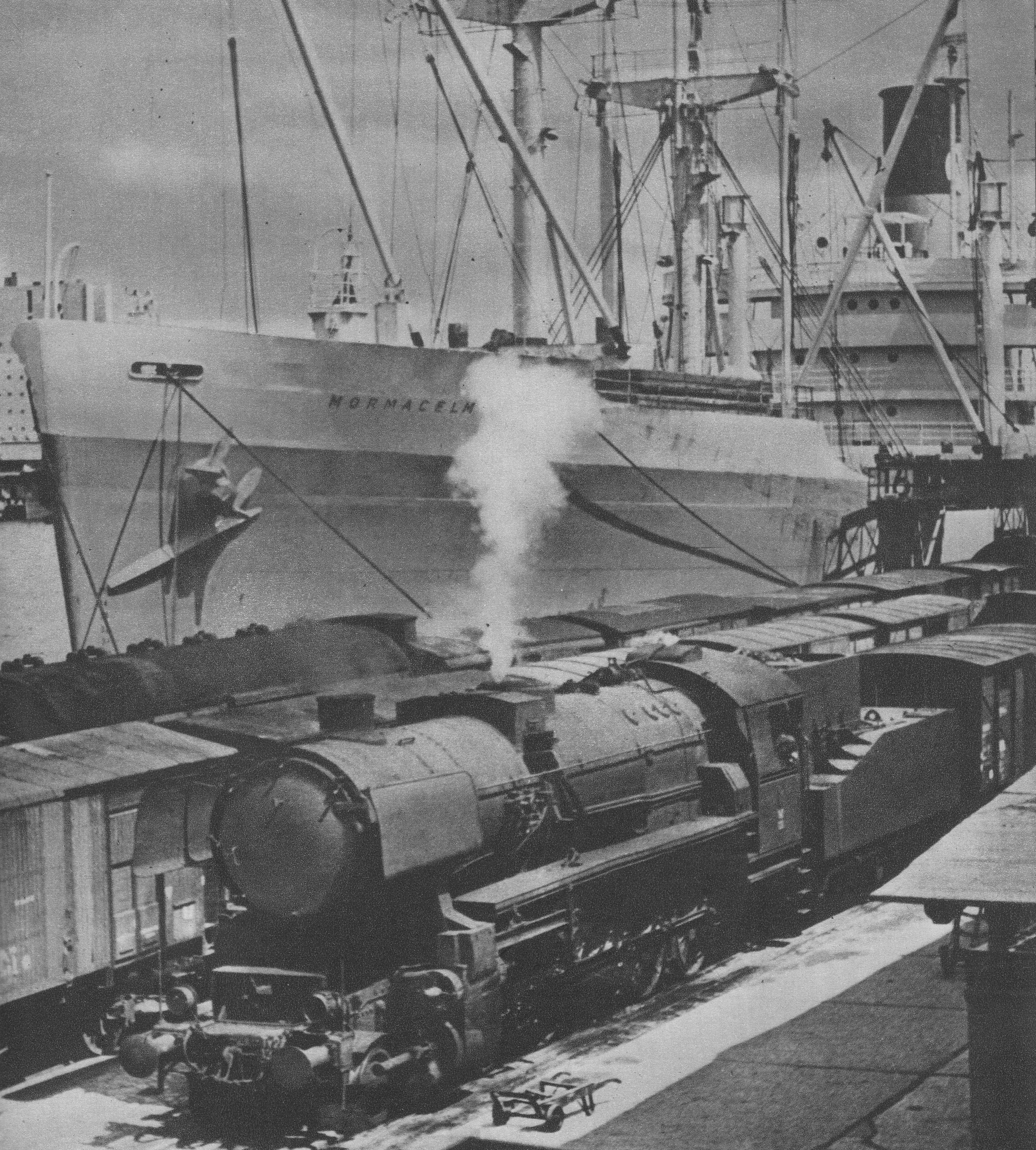
Przeładunek towarów w Porcie Gdynia, początek lat 50.

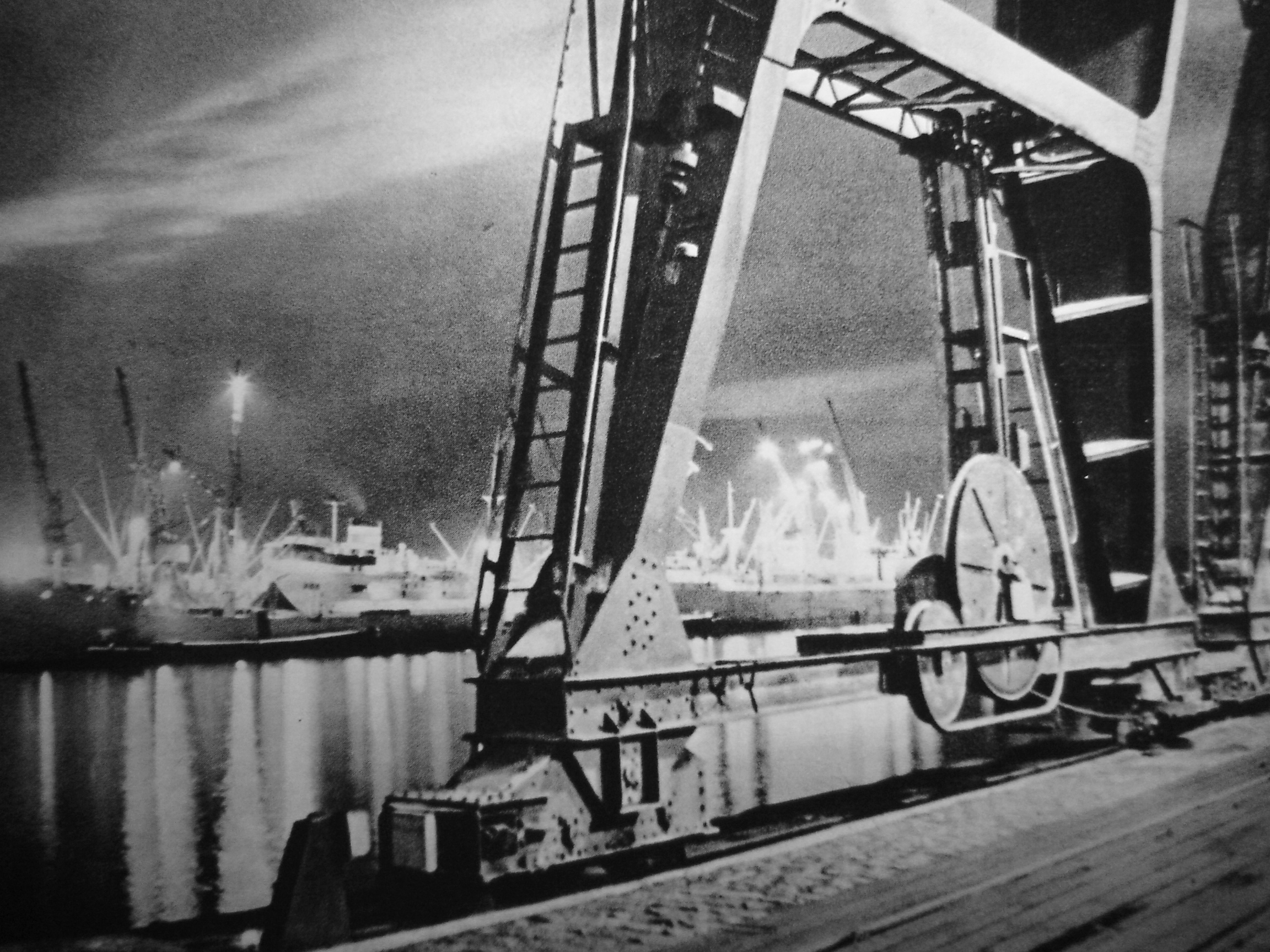
Port w 1964 roku

Wraz z wybuchem I wojny światowej zaświtała nadzieja na odrodzenie się państwa polskiego. Jego przyszły kształt był trudny do przewidzenia, ale czołowi politycy – Józef Piłsudski, Roman Dmowski czy Ignacy Jan Paderewski – nawoływali, by było to państwo z dostępem do morza, co w swej 14-punktowej deklaracji ujął w styczniu 1918 roku prezydent Woodrow Wilson. Wkrótce po odzyskaniu niezawisłości, 4 grudnia 1918 roku, Piłsudski, wówczas Naczelnik Państwa, wydał dekret nakazujący utworzenie marynarki wojennej. Konferencja wersalska, na której przeważały niechętne Polsce wpływy angielskie, nie przyznała – mimo opinii biegłych – odrodzonemu państwu portu gdańskiego, skutkiem czego powstało Wolne Miasto Gdańsk, a Polska otrzymała 75-kilometrowy skrawek wybrzeża z dwiema niewielkimi przystaniami w Pucku i Helu.
10 lutego 1920 roku w Pucku odbyły się uroczyste zaślubiny z morzem, ale w zawierusze wojny z bolszewikami nie było czasu na zajmowanie się sprawami morskimi. Dopiero gdy kontruderzenie znad Wieprza odmieniło losy wojny, Departament Spraw Morskich mógł rozwinąć działalność na rzecz wzmocnienia polskiego stanu posiadania nad Bałtykiem, skutkiem czego w październiku 1920 roku rząd polski podjął decyzję o budowie portu w dolinie rzeki Chylonki w osadzie rybackiej Gdynia, którą – 300 lat wcześniej – wskazywał królowi Władysławowi IV hetman Stanisław Koniecpolski. Na ten cel wyasygnował wstępnie 40 mln marek, a kierownikiem budowy został Tadeusz Wenda. Budowę portu w Gdyni rozpoczęto 29 maja 1921 roku.
23 września 1922 – po długich debatach – Sejm RP przyjął ustawę w sprawie budowy „portu morskiego przy Gdyni na Pomorzu”. Budowa ruszyła, ale prowadzono ją początkowo dość ospale, ograniczając się do robót ziemnych i wzniesienia tymczasowej przystani dla okrętów MW i schroniska dla rybaków (uroczyste otwarcie 23 kwietnia 1923), a następnie pierwszego drewnianego mola przeładunkowego, przy którym 13 sierpnia 1923 roku zacumował SS „Kentucky”, pierwszy statek pod obcą banderą.
4 lipca 1924 roku ówczesny minister przemysłu i handlu, Józef Kiedroń podpisał umowę z Konsorcjum Francusko-Polskim, któremu powierzono dalszą rozbudowę portu. Jej koszt miał wynieść 36 mln złotych, a konsorcjum zobowiązywało się oddać do 31 grudnia 1931 roku port o zdolności przeładunkowej 2,5 mln ton i zdolny do przyjęcia 25-30 statków jednocześnie. W roku 1925 Ministerstwo Przemysłu i Handlu zakupiło dwa dźwigi bramowe do przeładunku węgla i rudy, a dwa lata później towarzystwo węglowe Polskarob wywrotnicę mostową zdolną przeładować 300 000 ton węgla miesięcznie oraz cztery dźwigi ruchome o nośności 5 ton każdy. Natomiast Skarb Państwa był właścicielem czterech dźwigów elektrycznych.
5 stycznia 1927 roku odbyła się w Gdyni uroczystość podniesienia bandery na SS Wilno, pierwszym z parowców Żeglugi Polskiej zakupionych we Francji (pozostałe „francuzy” to: SS Kraków, SS Poznań, SS Katowice i SS Toruń). W obchodach uczestniczył minister Eugeniusz Kwiatkowski, któremu – obok inż. Wendy – port gdyński zawdzięczał swój dynamiczny rozwój. W czerwcu tegoż roku weszły do Gdyni dwa niewielkie, zbudowane w Gdańsku statki pasażerskie, SS Gdańsk i SS Gdynia, a 11 marca 1930 roku dokonano otwarcia regularnej linii pasażerskiej z Gdyni do Nowego Jorku.
Szereg wybudowanych modernistycznych budynków w porcie otrzymał patriotyczne akcenty, np. Łuszczarnia Ryżu ma biało-czerwoną elewację, a fronton Dworca Morskiego – rzeźby orłów.
Dynamikę wzrostu wymiany handlowej za pośrednictwem portu w Gdyni obrazuje poniższa tabelka:
| Rok  | Weszło statków | Wyszło statków | Razem |
| ---- | -------------- | -------------- | ----- |
| 1924 | 27             | 27             | 54    |
| 1925 | 85             | 72             | 157   |
| 1926 | 298            | 303            | 601   |
| 1927 | 513            | 510            | 1023  |
| 1928 | 1108           | 1093           | 2201  |
| 1929 | 1550           | 1556           | 3106  |

Podczas gdy w roku 1926 obroty wynosiły 412 950 ton, to w 1927 zwiększyły się do 1 957 795 ton, a w 1929 roku do 2 923 000 ton, przewyższając tym samym przedwojenne obroty portu gdańskiego, gdzie w roku 1912 przeładowano 2 453 000 ton towarów
Gdy wybuchła II wojna światowa Gdynia, po trwającej do 19 września 1939 roku obronie przed wojskami niemieckimi, została zajęta i przemianowana na Gotenhafen, zaś port gdyński stał się bazą Kriegsmarine, która na skutek bombardowań (największy nalot miał miejsce w nocy 18/19 grudnia 1944 roku; wzięło w nim udział około 600 samolotów RAF-u) i ostrzału w ramach operacji pomorskiej Armii Czerwonej w marcu 1945 roku, uległa kompletnemu zniszczeniu.

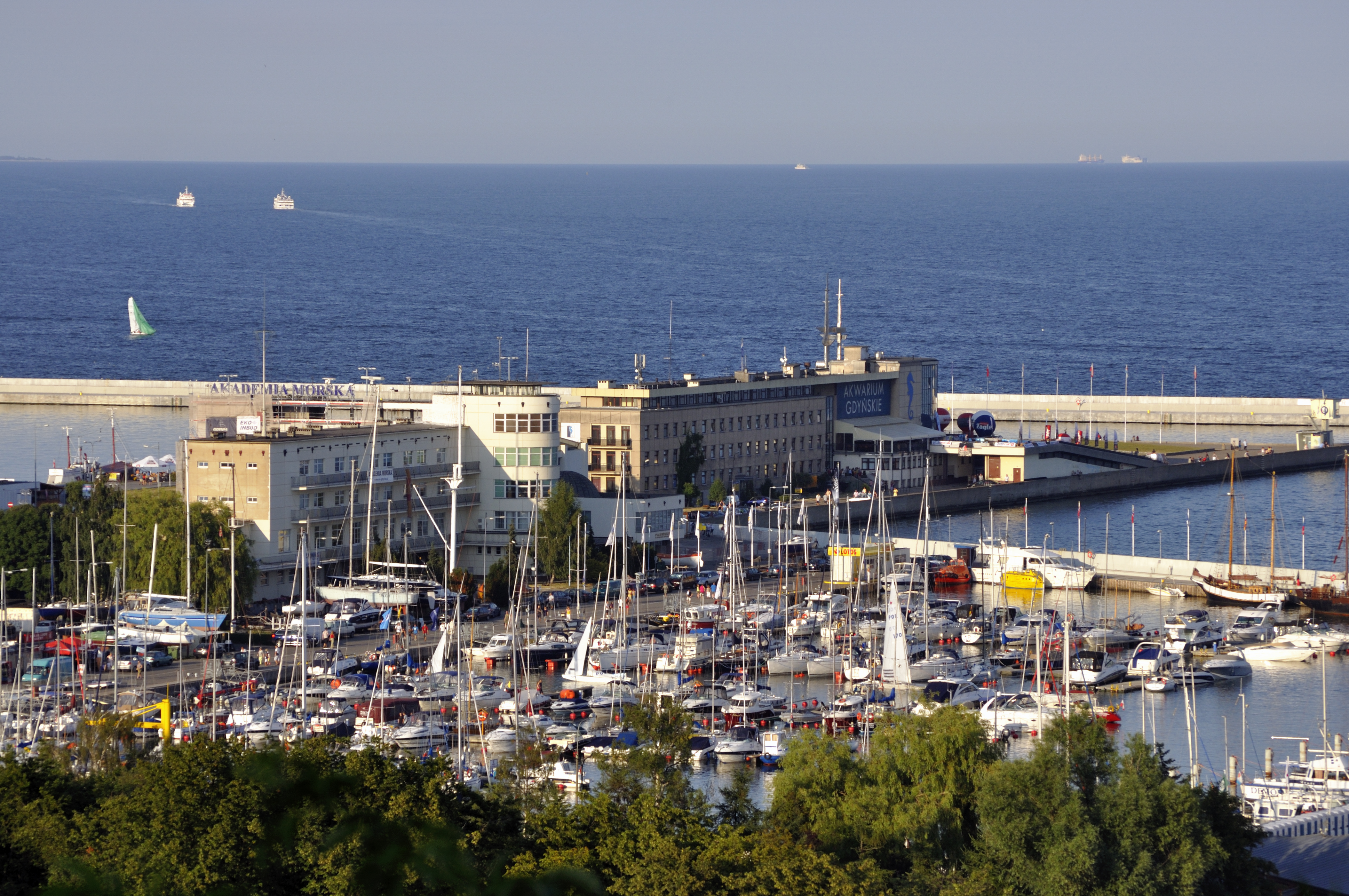
Przystań jachtowa Marina Gdynia

Wydarzenia okresu powojennego w postaci kalendarium
- czerwiec 1945 – uruchomienie portu gdyńskiego,
- 16 lipca 1945 – do portu gdyńskiego wpłynął pierwszy od zakończenia wojny statek po węgiel – „Suomen Neito”, parowiec Finska Angfartygs A/B.
- 21 września 1945 – wpłynięcie do portu gdyńskiego z Anglii s.s. ’Kraków’, który jako pierwszy statek powrócił po wojnie do portu macierzystego.
- 1 czerwca 1949 – utworzenie w porcie gdyńskim przedsiębiorstw rybackich – ‘Arka’ i ‘Dalmor’.
- 1 stycznia 1950 – powołano Zarząd Portu Gdańsk-Gdynia.
- 1 stycznia 1954 – utworzenie Zarządu Portu Gdynia.
- 29 sierpnia 1958 – po raz pierwszy po wojnie odwiedził port gdyński statek pasażerski obcej bandery – norweski ‘Meteor’. Wiele źródeł podaje błędną datę 29 sierpnia 1959, co jest sprzeczne z informacją w "Dzienniku Bałtyckim" z 31.08.1958 roku[48].
- 27 czerwca 1961 – przekazanie do eksploatacji odremontowanego basenu żeglarskiego w porcie gdyńskim.
- 15 kwietnia 1963 – do Gdyni wpłynął statek ‘Manhattan’, pierwszy stutysięcznik w historii portu.
- 17–24 lipca 1974 – port gdyński gościł największe żaglowce świata w ramach operacji Żagiel ’74.
- 1 grudnia 1974 – do portu gdyńskiego wpływa największy w jego dotychczasowej historii statek – ‘Kasprowy Wierch’, zbiornikowiec o nośności 137 160 t, należący do Polskiej Żeglugi Morskiej.
- 1976 – rozpoczęcie budowy terminalu kontenerowego w porcie gdyńskim; odznaczenie zarządu portu morskiego Gdynia Orderem Sztandaru Pracy I klasy[49]
- 19 listopada 1991 – rozpoczęcie procesu prywatyzacji portu gdyńskiego, utworzenie Morskiego Portu Handlowego Gdynia S.A – spółki akcyjnej ze 100% udziałem państwa.
- 25 września 1996 – zakończenie procesu restrukturyzacji Morskiego Portu Handlowego Gdynia S.A. i powołanie nowej struktury gospodarczej Port Gdynia Holding S.A.
- 30 listopada 1999 – powołanie spółki Zarząd Morskiego Portu Gdynia S.A.
- 31 maja 2000 – inkorporacja spółki Port Gdynia Holding S.A. przez Zarząd Morskiego Portu Gdynia S.A.
- 8 czerwca 2007 – przy Nabrzeżu Francuskim zacumował MS Navigator of the Seas, największy statek pasażerski jaki wszedł do któregokolwiek z polskich portów.
- 2–5 lipca 2009 – zlot największych żaglowców świata, parada na wodach Zatoki Gdańskiej i start do regat Tall Ship Races 2009.
- 5 czerwca 2015 – do Bałtyckiego Terminalu Kontenerowego wszedł najdłuższy statek w historii portu – kontenerowiec MSC „Charleston” (324 metry długości)[50], a dwa miesiące później, 7 sierpnia – MSC „Asya” (336 metrów długości)[51][52]
- 12 lutego 2019 – kolejny rekord wielkości statku wchodzącego do portu – MSC „Charlotte Maersk” (długość 347 m)[53]
- 2022 - kosztem 62 mln zł po 2,5 roku budowy oddano do użytku system odbierania ścieków sanitarnych ze statków wycieczkowych i promów oraz zrzutu tych ścieków do kanalizacji miejskiej; elementy systemu, m.in. 5 km kanałów, rozciągają się od nabrzeży Francuskiego, Belgijskiego i Polskiego poprzez instalacje wzdłuż ul. Polskiej aż po obiekty podczyszczalni w rejonie Węzła Ofiar Grudnia ’70[54]

## Przeładunki

### Statystyki przeładunków
Port Gdynia odnotował wzrost przeładunków w I kwartale 2020 r. Na pozytywny wynik wpłynęły zwłaszcza przeładunki zbóż. Gdynia zapewnia ciągłość dostaw towarów niezbędną dla funkcjonowania gospodarki w czasie epidemii COVID-19. W pierwszym kwartale 2020 w Porcie Gdynia przeładowano 6,35 mln ton ładunków – o 4,9% więcej niż w pierwszym kw. 2019 r. Największy wzrost przeładunków dotyczy zbóż, których przeładowano 578,7 mln ton (więcej o 87,8% rdr) ropy naftowej (wynik: 161,6 mln ton, wzrost o 26,7%) oraz kategorii inne towary masowe (wzrost o 29,8%). Zmniejszyły się natomiast przeładunki węgla i drewna, na co wpływ miała zapewne ciepła zima. Niewielki spadek odnotowano też w transporcie kontenerowym. W pierwszym kwartale 2020 r. w terminalach na terenie Portu Gdynia przeładowano łącznie 224257 TEU – o 2,2% mniej niż rok wcześniej.
Port Gdynia zakończył pierwsze pięć miesięcy 2021 r. ze wzrostem na poziomie 8,2%. W analizowanym okresie Port Gdynia notuje wzrost przede wszystkim w grupie towarowej ropa i przetwory naftowe +80,2% r/r (a w samym maju 104,5%), węgiel +3,6% r/r, drobnica +12,9% r/r, z uwzględnieniem wzrostu przeładunku kontenerów o +12,6% r/r. Pozytywnym trendem jest wzrost eksportu skonteneryzowanych ładunków w Porcie Gdynia, który wyniósł 15,5%.
| Rok  | Przeładunek wagowy | Przeładunek kontenerów |
| ---- | ------------------ | ---------------------- |
| 1924 | 10 tys. ton        |                        |
| 1929 | 2923 tys. ton      |                        |
| 1938 | 8700 tys. ton      |                        |
| 1990 | 9987 tys. ton      |                        |
| 1995 | 7739 tys. ton      |                        |
| 2000 | 8397 tys. ton      |                        |
| 2002 | 9349 tys. ton      |                        |
| 2003 | 9797 tys. ton      | 308,6 tys. TEU         |
| 2004 | 10 711 tys. ton    | 378,2 tys. TEU         |
| 2005 | 11 038 tys. ton    | 400,2 tys. TEU         |
| 2006 | 12 218 tys. ton    | 461,2 tys. TEU         |
| 2007 | 14 849 tys. ton    | 614,4 tys. TEU         |
| 2008 | 12 860 tys. ton    | 610,8 tys. TEU         |
| 2009 | 11 361 tys. ton    | 378,3 tys. TEU         |
| 2010 | 12 346 tys. ton    | 485,3 tys. TEU         |
| 2011 | 12 992 tys. ton    | 616,4 tys. TEU         |
| 2012 | 13 187 tys. ton    | 676,3 tys. TEU         |
| 2013 | 15 051 tys. ton    | 729,6 tys. TEU         |
| 2014 | 16 961 tys. ton    | 849,1 tys. TEU         |
| 2015 | 15 521 tys. ton    | 684,8 tys. TEU         |
| 2016 | 19 536 tys. ton    | 642,2 tys. TEU         |
| 2017 | 21 225 tys. ton    | 710,7 tys. TEU         |
| 2018 | 23 500 tys. ton    | 803,9 tys. TEU         |
| 2019 | 23 957 tys. ton    | 897,1 tys. TEU         |
| 2020 | 24 662 tys. ton    | 905,1 tys. TEU         |
| 2021 | 26 692 tys. ton    | 986 tys. TEU           |
| 2022 | 28 197 tys. ton    | 914 tys. TEU           |
| 2023 | 29 399 tys. ton    | 874 tys. TEU           |
| 2024 | 26 895 tys. ton    | 975 tys. TEU           |

### Liczba statków wpływających do Portu Gdynia
- 2014 – 3436
- 2015 – 3284
- 2016 – 3462
- 2017 – 3618
- 2018 – 4332